# Volador Jr.
Ramón Ibarra Rivera, más conocido como su nombre artístico Volador Jr. (Monclova, Coahuila, México; 26 de enero de 1981), es un luchador profesional mexicano que actualmente trabaja en el Consejo Mundial de Lucha Libre (CMLL). Volador Jr también ha trabajado en la Total Nonstop Action Wrestling (TNA), donde ganó la World X Cup 2008 al lado de Rey Bucanero, Último Guerrero y Averno.
Volador Jr, cuenta con luchadores en su familia, como su padre Remo Banda también conocido como "Volador Sr." ó "Súper Parka"  y su primo L.A. Park, siendo parte de "La Familia Real" en varias ocasiones. En el CMLL ha ganado 3 veces el campeonato la Leyenda de plata, ganador en 2 ocasiones del torneo Grand Prix y es el actual campeón del Campeonato Mundial NWA mismos que ha ganado en los años 2014, 2017, 2019 y 2021.

## Carrera

### Consejo Mundial de Lucha Libre (2001-presente)
El 14 de agosto del 2001 compitió en el Torneo Gran Alternativa con Atlantis pero fueron eliminados en las semifinales por Black Warrior y Sangre Azteca después de haber eliminado a Máscara Año 2000 y Enemigo Público en los cuartos de final. Volador perdió en la primera final por el Campeonato Mundial Super Ligero del CMLL de Rocky Romero el 12 de septiembre del 2003. El 5 de diciembre del 2003, junto con Felino y Safari ganó por primera vez el vacante Campeonato Nacional de Tríos (controlado por la Comisión de Box y Lucha Libre de México, D.F.) derrotando en la final del torneo a Alan Stone, Super Crazy y Zumbido. En el 2004, Volador Jr. y Misterioso II se unieron al debutante Místico. El 20 de agosto del 2004, participó en el Torneo Gran Alternativa con Atlantis pero fueron eliminados en las semifinales por El Hijo del Santo y Místico después de derrotar al Hijo del Perro Aguayo y Sangre Azteca en los cuartos de final. Finalmente, El Hijo del Santo y Místico ganaron el torneo. Perdieron el Campeonato Nacional de Tríos el 25 de marzo del 2005 contra Dr. X, Nitro y Sangre Azteca. El 2 de junio del 2006 compitió en el Torneo Gran Alternativa con Dos Caras, Jr. pero fueron eliminados en los cuartos de final por Último Guerrero y Nitro. El 13 de agosto del 2007 recuperó el Campeonato Nacional de Tríos con el Sagrado y La Sombra como sus socios.

El 26 de junio de 2009, en un evento llamado "Homenaje a Bobby Bonales", realizado en la Arena México Volador Jr. participó y derrotó (junto a La Sombra y Místico) a Mr Niebla, Negro Casas y Felino.

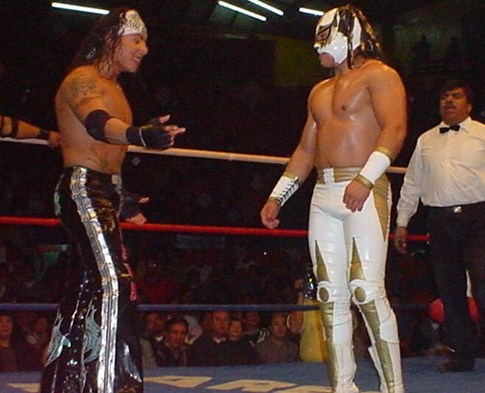
Juventud Guerrera frente a Volador.

Posteriormente realizó múltiples alianzas con Místico y La sombra, formando entre otras agrupaciones el sky team. 

En el 2010 durante el torneo sensacional de parejas rompió su relación con Místico e inició un feudo con él. En el evento Sin Salida luchando en parejas junto con la sombra en contra de felino y místico, al final de esta lucha la sombra desenmascaró a Felino y el feudo de Volador jr. y Místico continuó con diversos enfrentamientos, por campeonatos y por el título de "rey del aire", en todos estos encuentros volador resultó ganador.

En las eliminatorias por el campeonato Universal, se volvió heel, luchando contra El valiente y la máscara. A partir de entonces ha combinado su vestimenta con la del archivillano de Spider-Man, Venom. 

El 3 de septiembre de 2010 Volador Jr. participó en el 77 Aniversario del CMLL, en una lucha en jaula, en la cual él junto a otros 13 luchadores (Místico, Averno, Mephisto, Jushin “Thunder” Liger, Hefesto, Mr. Niebla, Último Guerrero, Olímpico, Alebrije, Histeria, Psicosis, Atlantis, Sombra) aportaban las máscaras. A los 17 minutos de haber empezado dicha función Volador sale de la Jaula.

El 18 de septiembre de 2010 derrotó a Místico y ganando así la copa Bicentenario. 

A finales del 2010 participó en la copa Jr. pero fue derrotado por Dragon rojo jr. 

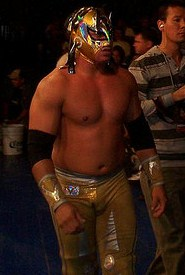
Volador Jr. en diciembre de 2010.

El 7 de octubre de 2011 Volador gana la XI edición del torneo "La Leyenda de Plata" al vencer en la gran final a la estrella nipona Jushin “Thunder” Liger con un Spanish Fly. El viernes 30 de marzo de 2012, en la Arena México, Volador Jr. pierde el Campeonato Histórico Peso Medio NWA ante el luchador irlandés de la NJPW Prince Devitt.
El 22 de junio de 2012, en la Arena México, junto con Mr. Águila y Black Warrior logran ganar los Campeonatos Nacionales de Tercias al vencer a los entonces campeones Atlantis, Delta y Guerrero Maya Jr.
El 13 de septiembre del 2013 Volador Jr. en un cuadrangular de la muerte perdió la máscara vs La Sombra dándose a conocer como RAMÓN IBARRA RIVERA.

### Total Nonstop Action Wrestling (2008)
Volador ha luchado como parte del regreso del Team México (con Rey Bucanero, Último Guerrero y Averno) en la World X-Cup del 2008. Compitió y llegó a la final en un Ultimate X match en Victory Road el 13 de julio de 2008. Finalmente derrotó a Kaz, Naruki Doi y Daivari para marcar la puntuación decisiva de 4 puntos sobre el otro equipo. el Team México ganó el torneo por un punto de diferencia. 
El 30 de octubre de 2008, Volador debutó como talento de tiempo completo en la TNA con Hiroshi Tanahashi en contre de The Motor City Machineguns en donde perdieron. Luego fue atacado por el Sheik Abdul Bashir. En la edición de TNA iMPACT del 7 de noviembre, Volador hizo equipo con Tanahashi en un 4-way para determinar al contendiente #1 por el Beer Money's TNA World Tag Team Championship contra Team 3D, Matt Morgan y Abyss y LAX mismo donde Matt Morgan y Abyss ganaron. En Turning Point, Volador participó en un 10-man por el X Division mismo combate que ganó Eric Young. Los demás participantes fueron: Sonjay Dutt, Jay Lethal, Consequences Creed, Petey Williams, Jimmy Rave, Homicide, Doug Williams y Tanahashi.

### New Japan Pro-Wrestling (2012-presente)
El 21 y 22 de enero de 2012, Volador Jr. participó en los eventos de CMLL y NJPW coproducidos FantasticaManía en Tokio. En la primera noche, Volador Jr. se unió a Kazuchika Okada para derrotar al equipo de Hiroshi Tanahashi y La Sombra. En el evento principal de la segunda noche, Volador Jr. desafió sin éxito a La Sombra por el Campeonato Mundial Histórico de Peso Wélter de la NWA.
En enero de 2013, Volador Jr. regresó a Japón para participar en el evento FantasticaManía de tres días. Durante la primera noche del 18 de enero, se unió con Taichi y Taka Michinoku para derrotar a La Máscara, Máscara Dorada y Máximo en un combate por equipos de seis hombres. La noche siguiente, Volador Jr., Kazuchika Okada y Rey Escorpión derrotaron a Hiroshi Tanahashi, La Máscara y Rush en otro combate por equipos de seis hombres. Durante la tercera y última noche, Volador Jr. desafió sin éxito a La Máscara por el Campeonato Nacional de Peso Ligero
En enero de 2014, Volador Jr. participó en la gira de cinco días de FantasticaManía. El tercer evento de la gira, el 17 de enero, estuvo encabezado por la primera interacción entre Volador Jr. y su antiguo rival La Sombra, después del turno técnico del primero. El combate, luchado bajo las reglas VIP de Match Relámpago, terminó en un sorteo de límite de tiempo de diez minutos. Dos días después, en el partido final de la gira, Volador Jr. defendió con éxito el Campeonato Mundial de Peso Wélter Histórico de la NWA contra Máscara Dorada.
En enero de 2015, Volador Jr. participó en la gira FantasticaManía , durante la cual defendió con éxito el Campeonato Mundial Histórico de Peso Wélter de la NWA contra Gran Guerrero.  En enero de 2016, Volador Jr. volvió nuevamente a Japón para participar en FantasticaManía, defendiendo con éxito el Campeonato Mundial de Peso Wélter de la NWA contra Mephisto en el evento principal del evento final de la gira. El siguiente mayo, Volador Jr. ingresó al torneo Best of the Super Juniors XXIII . Después de cuatro victorias y dos derrotas, Volador Jr. se dirigió a su último combate de todos contra todos liderando su bloqueo, pero fue eliminado después de perder contra Will Ospreay. Un año después, Volador Jr. fue anunciado como un participante que regresaba al torneo Best of the Super Juniors 24. Terminó el torneo con un récord de tres victorias y cuatro derrotas, sin poder avanzar a la final.

### Ring of Honor (2017)
Debido a la relación de trabajo de CMLL con ROH, Volador Jr apareció en Supercard of Honor XI haciendo equipo con Will Ospreay para derrotar a Jay White y Dragon Lee.

## Campeonatos y logros
Tiene 5 máscaras en su vitrina: Vaquero,Cowboy, Diablo, Demoledor y Tony Tijuana.
Además de 8 cabelleras:
Ántrax y Ebola
Misterioso Sr,Terrible,Rey Bucanero,Negro Casas,Rocky Romero, Angel de oro
- Consejo Mundial de Lucha Libre
  - Campeonato Mundial en Pareja
  - rog(3 veces, actual) - con La Sombra (2)[1] y Titán (1, actual)
  - Campeonato Mundial de Tríos del CMLL (1 vez) – con Místico & Valiente
  - Campeonato Nacional de Peso Semicompleto (1 vez)
  - Campeonato Nacional de Tríos (4 veces) – con Safari & El Felino (1), La Sombra & El Sagrado (1), Olímpico & Psicosis II (1) y Black Warrior & Mr. Águila (1)
  - Campeonato Mundial Histórico de Peso Medio de la NWA (1 vez)
  - Campeonato Mundial Histórico de Peso Wélter de la NWA (3 veces, actual)
  - Campeonato Universal del CMLL (2017)
  - Gran Prix Internacional del CMLL (2016 y 2019)
  - Reyes del Aire (2005)[2]
  - Reyes del Aire (2007)[3]
  - Torneo Nacional de Parejas Increíbles (2013) - con La Sombra
  - Torneo de Relevos Increíbles del CMLL (2013) - con Atlantis

- Comisión de Box y Lucha Libre México D.F.
  - Mexican National Trios Championship (2 veces) – con Safari & Felino (1) y La Sombra & Sagrado (1)[4]
  - Campeonato Nacional Semicompleto (1 vez, actual)
- Lucha Libre Azteca
  - Campeonato Azteca de LLA (1 vez)
- Total Nonstop Action Wrestling
  - TNA World X Cup (2008) con Rey Bucanero, Último Guerrero y Averno[5]
- Pro Wrestling Illustrated
  - Situado en el N.º 192 en los PWI 500 del 2006[6]
  - Situado en el N.º 147 en los PWI 500 del 2007[7]
  - Situado en el N.º 191 en los PWI 500 del 2008[8]
  - Situado en el N.º 160 en los PWI de 2009

## Pérdida de la máscara
Para el 80 aniversario de la CMLL se decidió hacer una pelea entre Atlantis y Último Guerrero
contra Sombra y Volador Jr. Los vencedores se enfrentarían por las máscaras la cual Volador Jr.
perdió.